# Hydrogénase (accepteur)
L'hydrogénase, ou hydrogène lyase, est une oxydoréductase qui catalyse la réaction :
H2 + A  {\displaystyle \rightleftharpoons }  AH2, où A est un accepteur d'hydrogène.
Cette enzyme est une protéine fer-soufre comportant du nickel et du molybdène. Elle peut former un complexe membranaire avec la CO déshydrogénase, permettant aux microorganismes qui en sont pourvus de réduire le dioxyde de carbone CO2 en monoxyde de carbone CO en utilisant directement l'hydrogène du milieu environnant. Cette réaction intervient dans la voie de Wood-Ljungdahl.